# Гидротермальный синтез
Гидротермальный синтез (англ. hydrothermal synthesis) — метод получения различных химических соединений и материалов с использованием физико-химических процессов в закрытых системах, протекающих в водных растворах при температурах свыше 100°С и давлениях выше 1 атмосферы.

## Описание

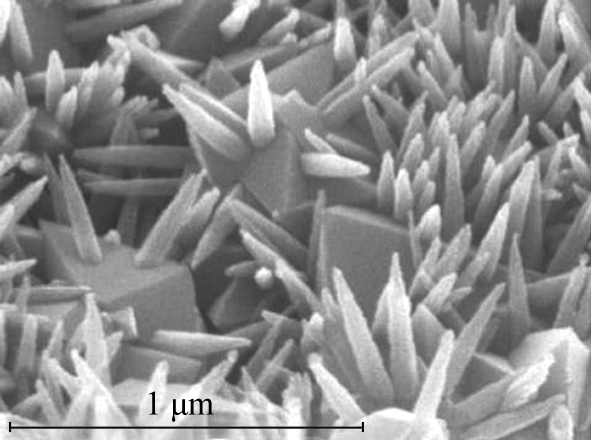
Нанокристаллический TiO_{2}, полученный гидротермальным способом.

Метод основан на способности воды и водных растворов растворять при высоких температурах (до 500°С) и давлении (10–80 МПа, иногда до 300 МПа) вещества, практически нерастворимые в обычных условиях — некоторые оксиды, силикаты, сульфиды. Основными параметрами гидротермального синтеза, определяющими как кинетику протекающих процессов, так и свойства образующихся продуктов, являются начальное значение pH среды, продолжительность и температура синтеза, величина давления в системе. Синтез осуществляется в автоклавах, представляющих собой герметичные стальные цилиндры, способные выдерживать высокие температуры и давление в течение длительного времени.
Для получения нанопорошков обычно используются либо реакции высокотемпературного гидролиза различных соединений непосредственно в автоклаве, либо гидротермальная обработка продуктов реакций при комнатной температуре — при этом используется резкое увеличение скорости кристаллизации многих аморфных фаз в гидротермальных условиях. В первом случае в автоклав загружается водный раствор солей-прекурсоров, во втором — суспензия продуктов реакции в растворе, проведённой при обычных условиях. Необходимость в использовании специальной оснастки и наличие градиента температуры при этом обычно отсутствует.
Преимуществами метода гидротермального синтеза являются возможность синтеза кристаллов веществ, нестабильных вблизи температуры плавления, возможность синтеза крупных кристаллов высокого качества. В качестве недостатков стоит отметить дороговизну оборудования и невозможность наблюдения за кристаллами в процессе роста.
Проведение гидротермального синтеза возможно как при температуре и давлении ниже критической точки для данного растворителя, выше которой исчезают различия между жидкостью и паром, так и в сверхкритических условиях. Растворимость многих оксидов в гидротермальных растворах солей значительно выше, чем в чистой воде; соответствующие соли получили название минерализаторов. Существует также родственная гидротермальному группа сольвотермальных методов синтеза, основанная на использовании органических растворителей и сверхкритического CO2.
Существенному расширению возможностей гидротермального метода способствует применение дополнительных внешних воздействий на реакционную среду в процессе синтеза. В настоящее время подобный подход реализован в гидротермально-микроволновом, гидротермально-ультразвуковом, гидротермально-электрохимическом и гидротермально-механохимическом методах синтеза.
Одним из наиболее известных наноматериалов, производимых гидротермальным методом, являются синтетические цеолиты. Необходимым условием их получения является присутствие в растворе некоторых поверхностно-активных веществ (ПАВ), активно влияющих на морфологическую эволюцию оксидных соединений в гидротермальных растворах. Выбор условий синтеза и типа ПАВ позволяет целенаправленно получать пористые наноматериалы с заданным размером пор, регулируемым в достаточно широких пределах.